# Maurice de Brunhoff
Pour les articles homonymes, voir Brunhoff.
Maurice de Brunhoff, né le 10 septembre 1861 à Wiesbaden et mort le 5 mars 1937 à Paris, est un éditeur français. 
Il est le père de Jean de Brunhoff, le créateur de Babar.

## Biographie

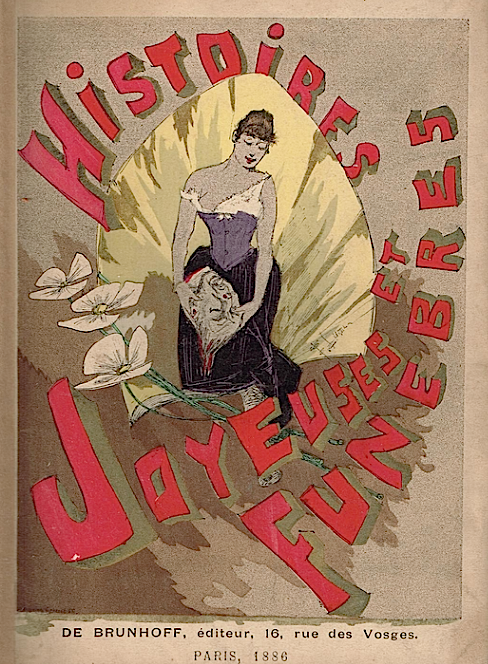
Couverture du livre Histoires joyeuses et funèbres par Maurice Talmeyr, imprimé à Paris par Maurice de Brunhoff.

Prénommé Moriz à sa naissance, il est le fils naturel d'Ida de Brunhoff, née à Paris et de confession protestante. Son père resté longtemps inconnu, est en réalité le financier Moritz von Haber.
Maurice entre à l'École centrale de Paris dont il sort diplômé ingénieur en 1882. Il se marie en 1885 avec Marie-Marguerite Meyer.
Installé dans les locaux d'Edmond Monnier au 16 rue des Vosges et un temps associé à Gustave de Malherbe, il devient éditeur d'ouvrages illustrés puis se spécialise dans l'édition de grand luxe. Il sera l'éditeur d'Auguste de Villiers de l'Isle-Adam
En 1900, il est chargé de la publication du catalogue officiel de l'Exposition universelle de Paris. Il édite ensuite les programmes des théâtres parisiens comme le Théâtre du Châtelet, ainsi que les suppléments de journaux comme Comoedia illustré qu'il initia, et de Les Premières illustrés qu'il lança en 1887-1888. Il est également l'éditeur des programmes des Ballets russes.
Il effectue son service militaire au 117e régiment d'infanterie au Mans.
Parrainé par René Baschet, il est fait chevalier de la Légion d'honneur le 9 juin 1926.
Il meurt début mars 1937. Il était le père de Cosette, épouse de Lucien Vogel, et de Jean et Michel de Brunhoff.

## Distinctions
- Chevalier de la Légion d'honneur (22 mai 1926)[5]